# 盛开的杏花
《盛开的杏花》（英語：Almond Blossoms）是梵高在1888年至1890年间在法国南部阿尔勒和圣雷米地区绘制的一组数幅画作。虽然翻译为杏花，实际上是指扁桃花。对于梵高来说，开花的树具有特殊的意义，它们代表着觉醒和希望。他喜欢这些开花的树，并且在绘制它们的过程中找到乐趣。这些作品受到印象派、点彩画法及日本木刻的影响。《盛开的杏花》是作为他新出生的侄子（弟弟提奥与弟媳乔的孩子）的贺礼。

## 南法的生活
1888年，梵高在法国南部迎来了他绘画生涯中产量最高的时期。1888年3月当梵高到达阿尔勒时，果园里果树的花朵即将盛开。杏树、桃树和李树的花朵激励着他，在一个月之内，梵高绘制了十四幅开花的果树。对于这种题材，梵高作画的速度接近每天一张画。在4月21日梵高写给弟弟提奥的信中，说他“不得不找一些新的东西，因为果园里的花朵几乎快谢完了”。

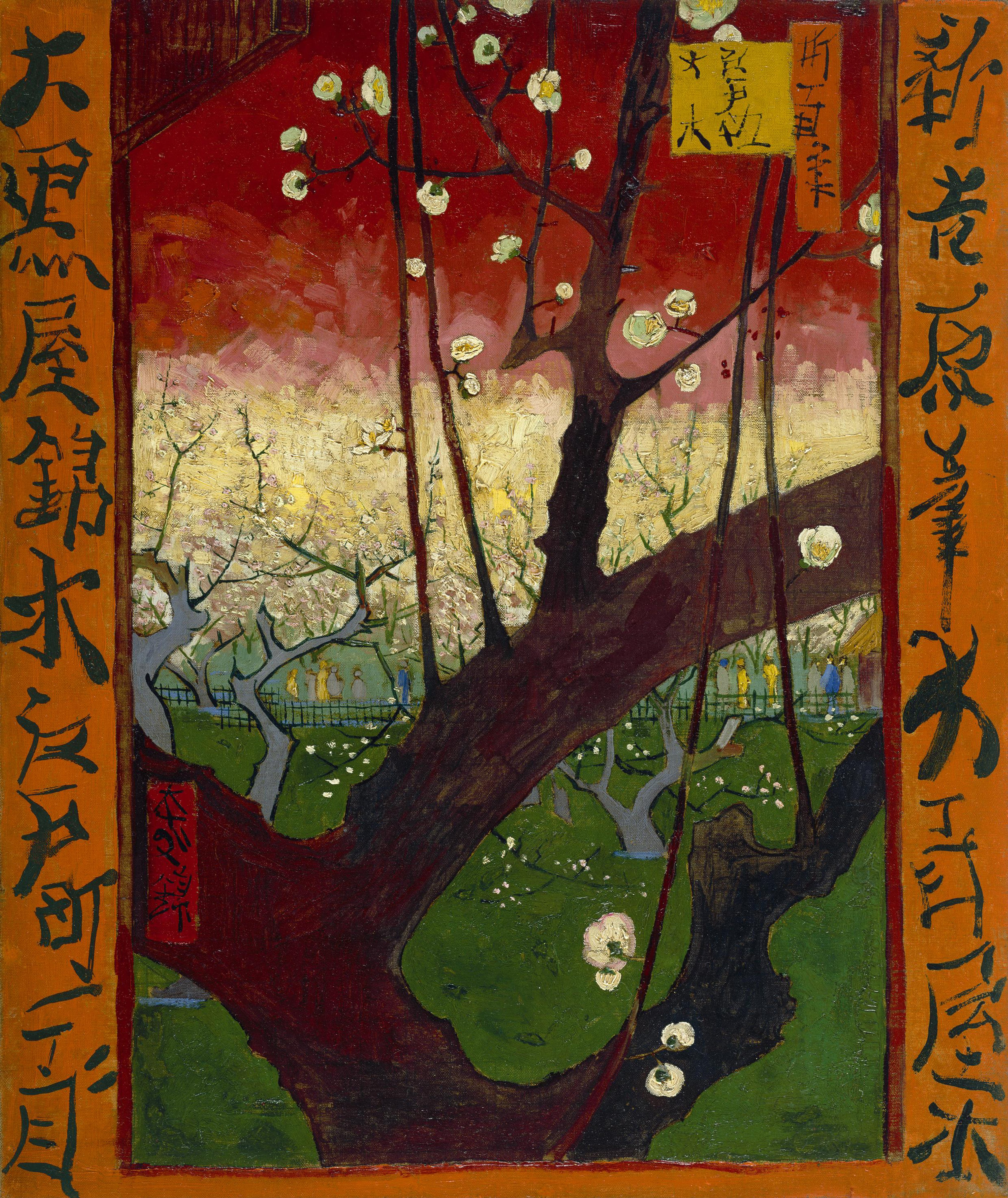
日本盛开的梅树 (仿 歌川广重)
梵高, 1887
梵高博物馆，阿姆斯特丹 (F371)

梵高的作品反映了他对于日本木刻的兴趣。梵高收集了数百幅日本浮世绘，在他1887年的两幅作品中，梵高使用了一些浮世绘的画法，以表示对广重的敬意。梵高的日本风格画作代表了他对于平静的渴望，正如在给他妹妹的信中所说的“可以肯定地说，如此多的平静比药店里卖的所有东西对我的病来说都更有疗效”。法国南部地区和开花的树似乎把梵高从低迷的状态下唤醒，变得方向明确且富有活力。他写道，“我忙于绘制那些开花的树，我想把普罗旺斯果园令人惊叹的喜悦画下来”。在过去，一段活跃的创作时期会让他变得精疲力竭，但是这次却充满精力。

## 玻璃杯中开花的扁桃树枝和一本书
梵高在写给弟弟的信中说“现在这里天气如此寒冷，郊野还下着雪”，但是他“尽管如此，仍然完成了两幅小的扁桃树枝习作”。这两幅习作正是：玻璃杯中开花的扁桃树枝、玻璃杯中开花的扁桃树枝和一本书。

玻璃杯中开花的扁桃树枝
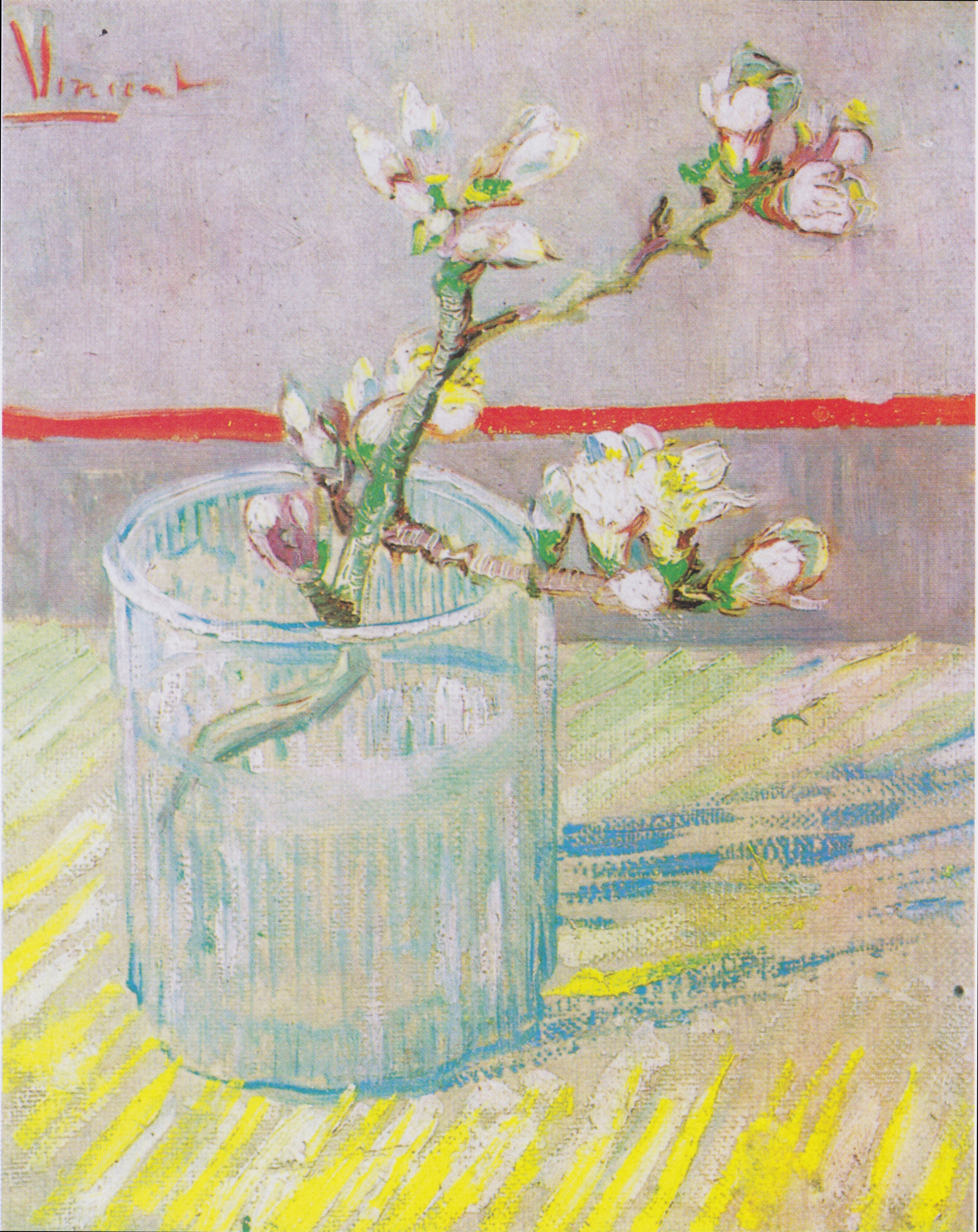
玻璃杯中开花的扁桃树枝 1888 梵高博物馆，阿姆斯特丹（F392）
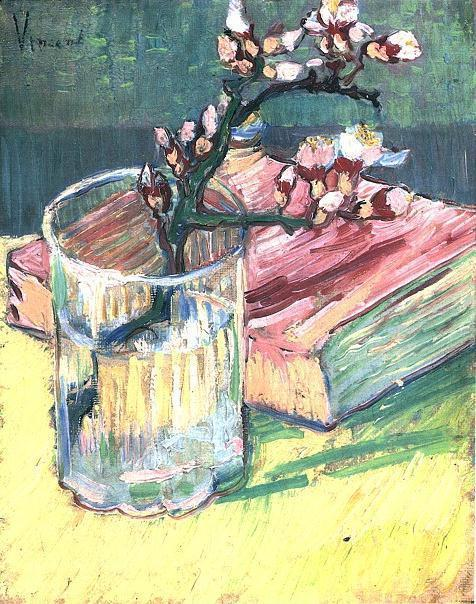
玻璃杯中开花的扁桃树枝和一本书 1888 私人收藏（F393）

## 相关作品
- 鲜花盛开的果园（英语：Flowering Orchards）

鲜花盛开的果园
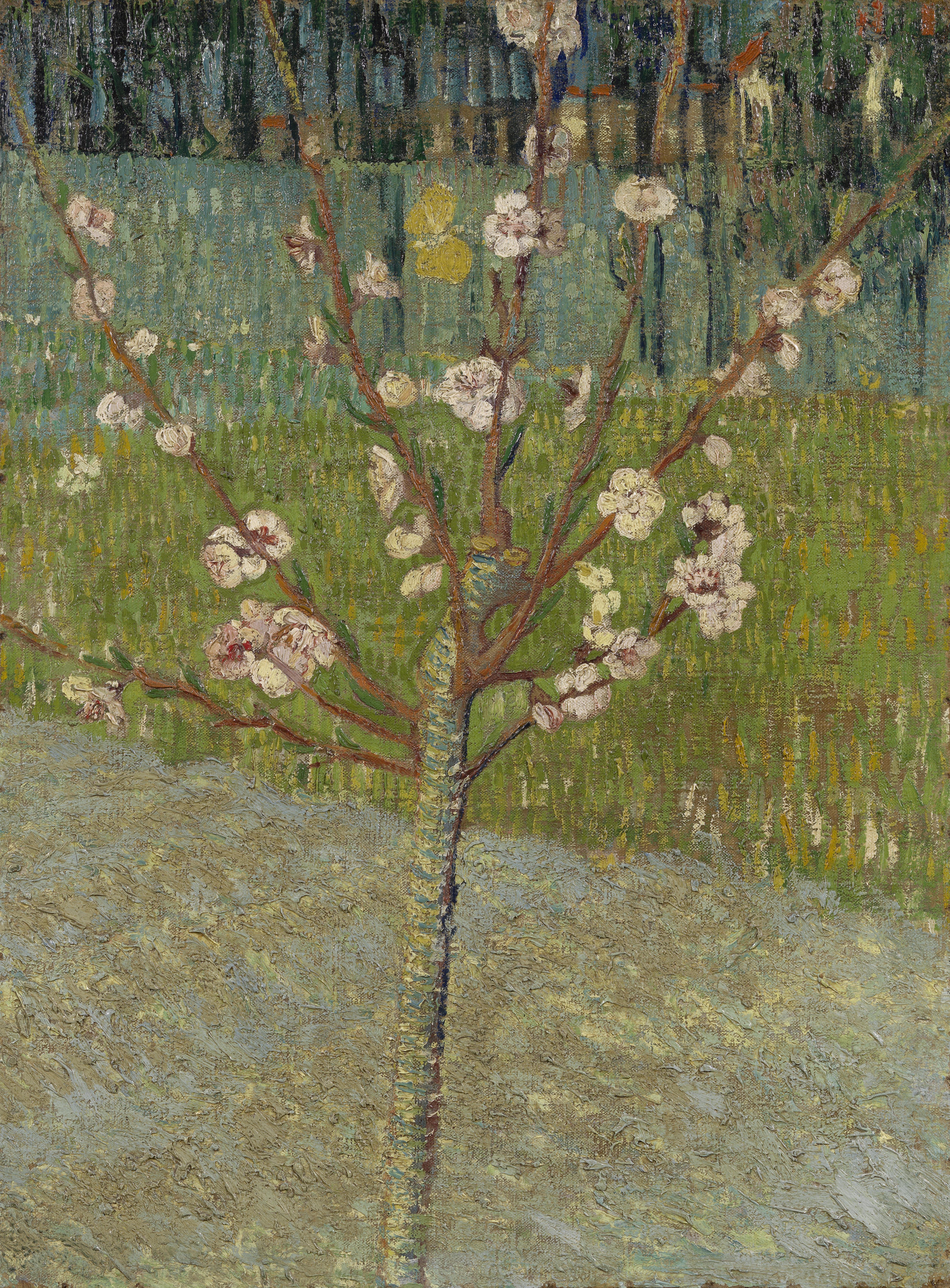
扁桃树
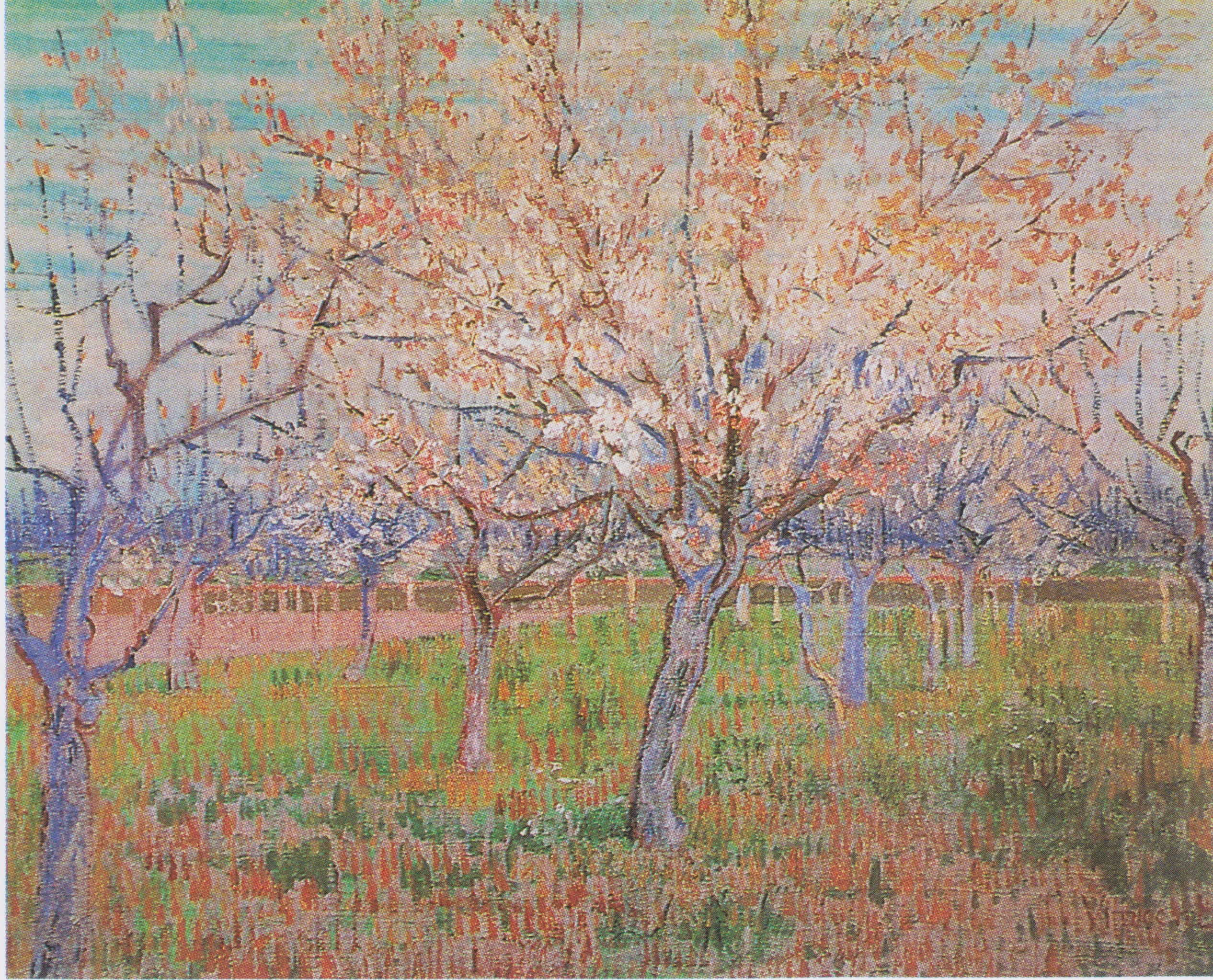
杏树
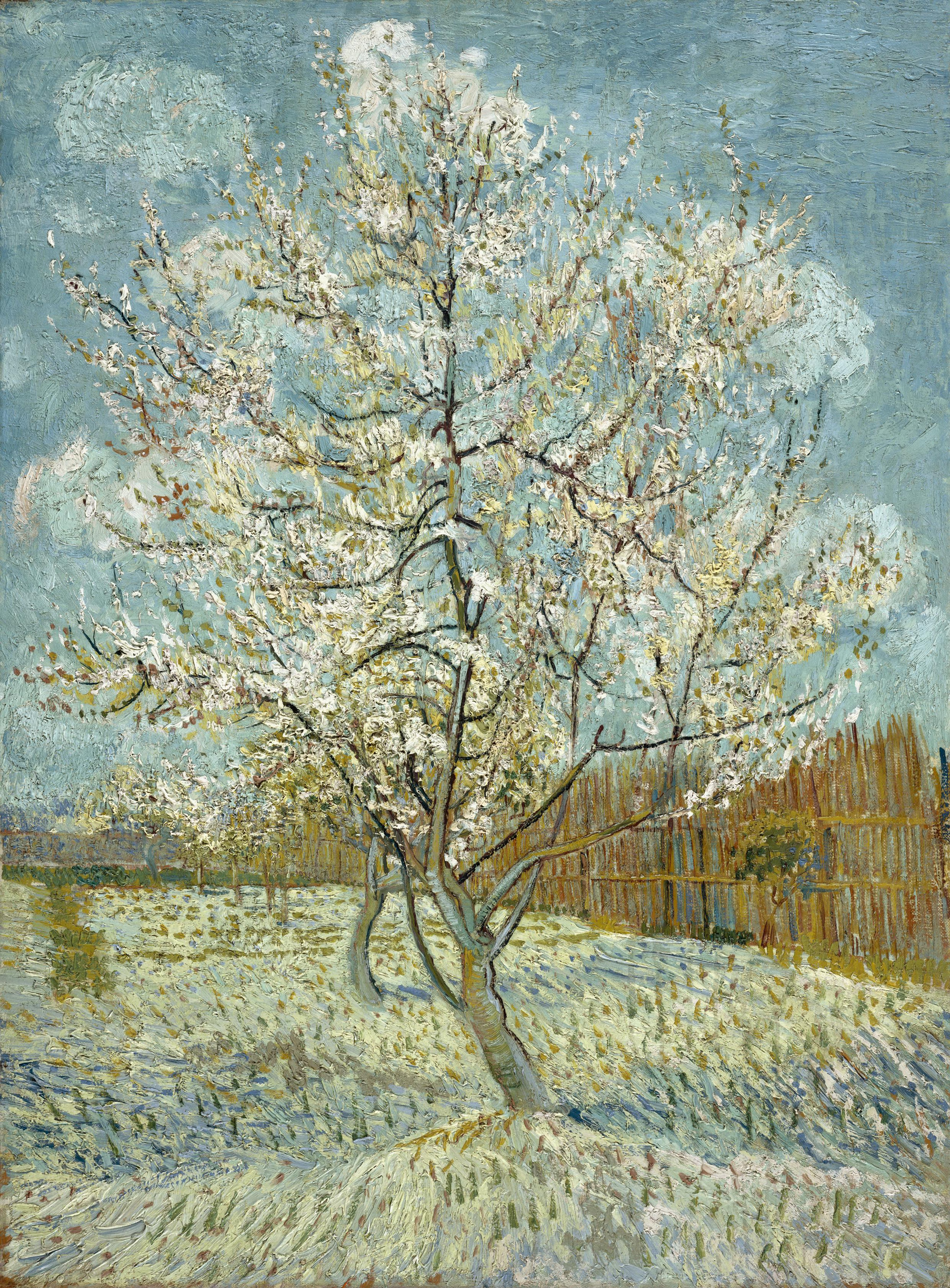
桃树
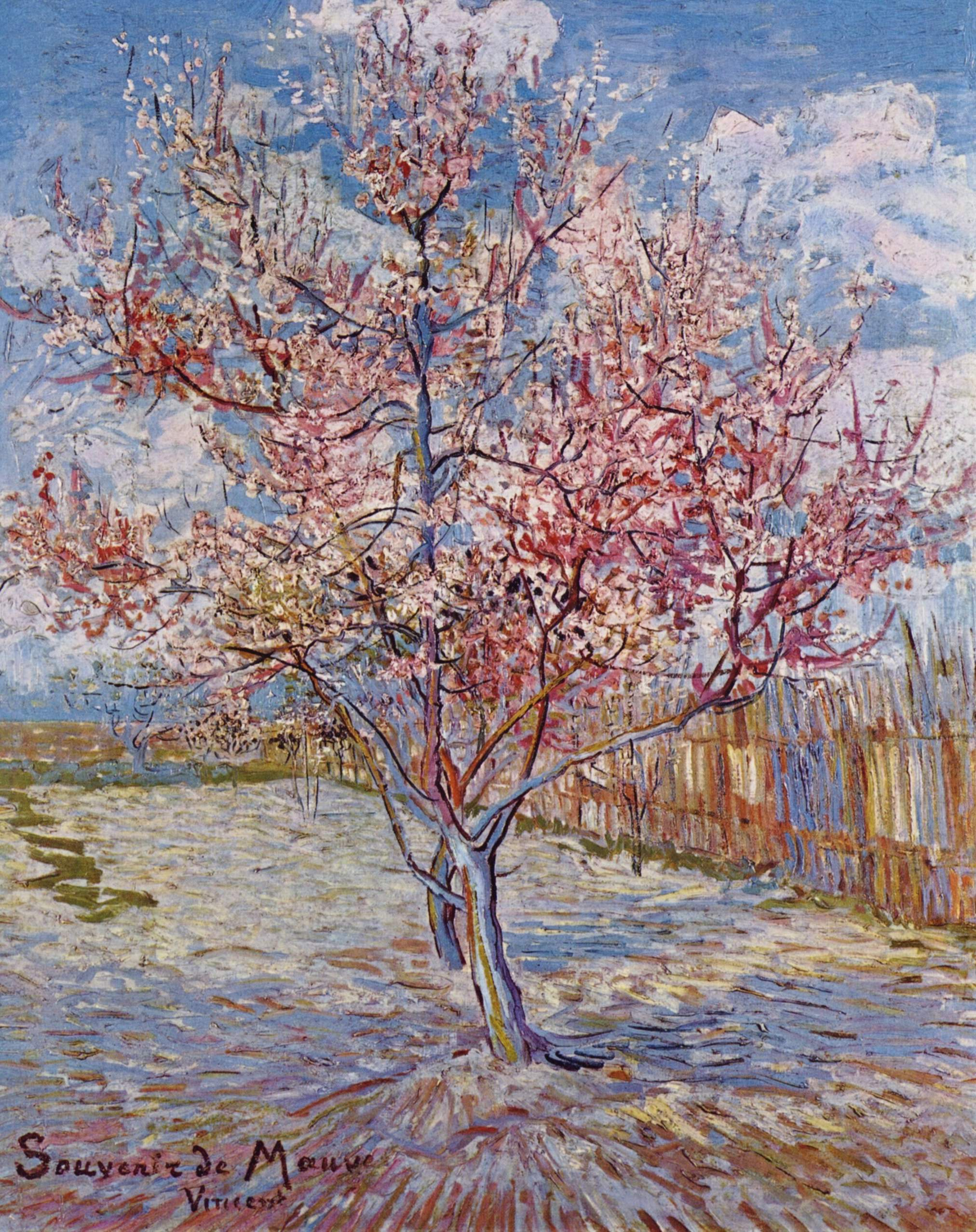
桃树
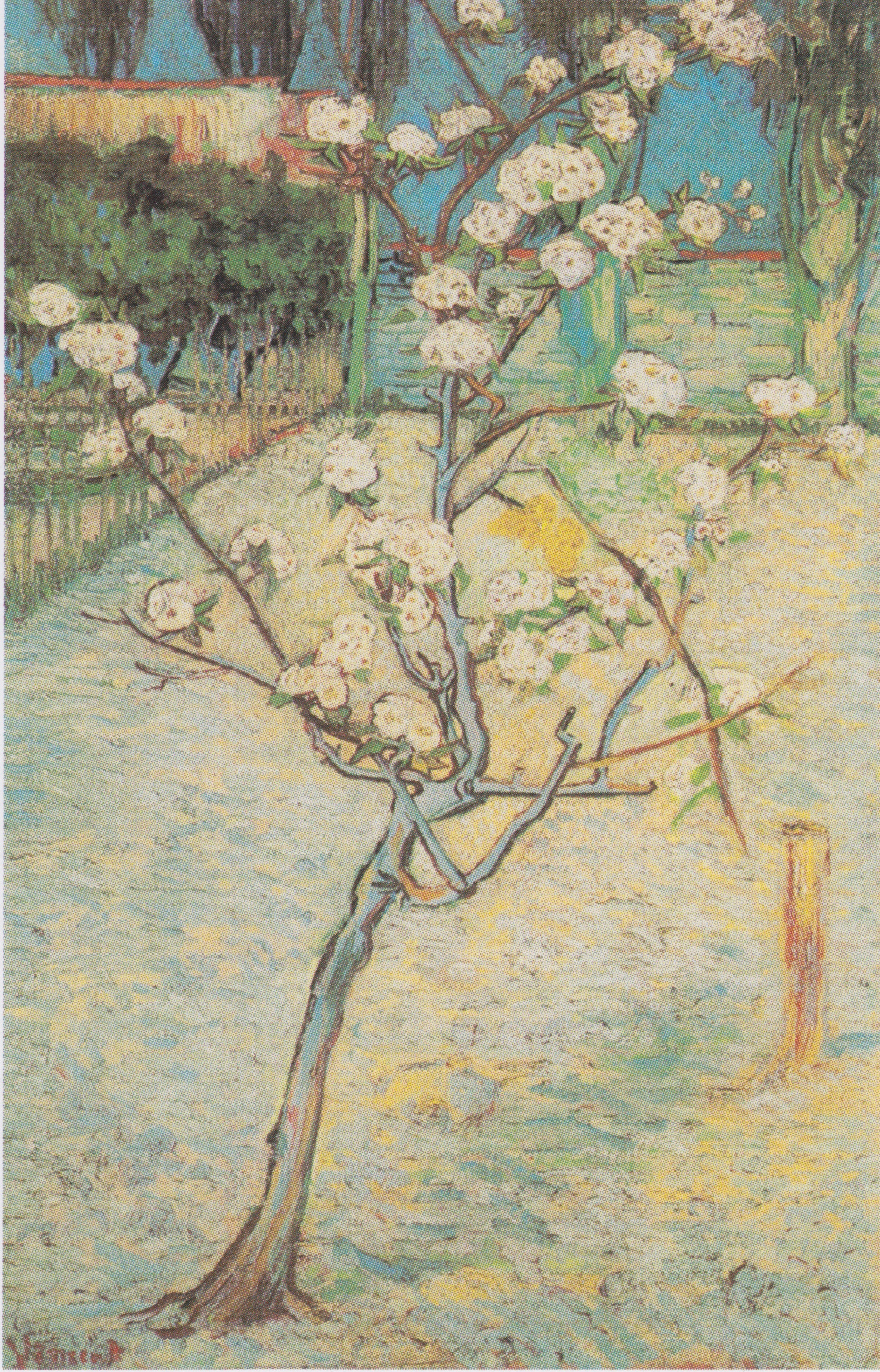
梨树
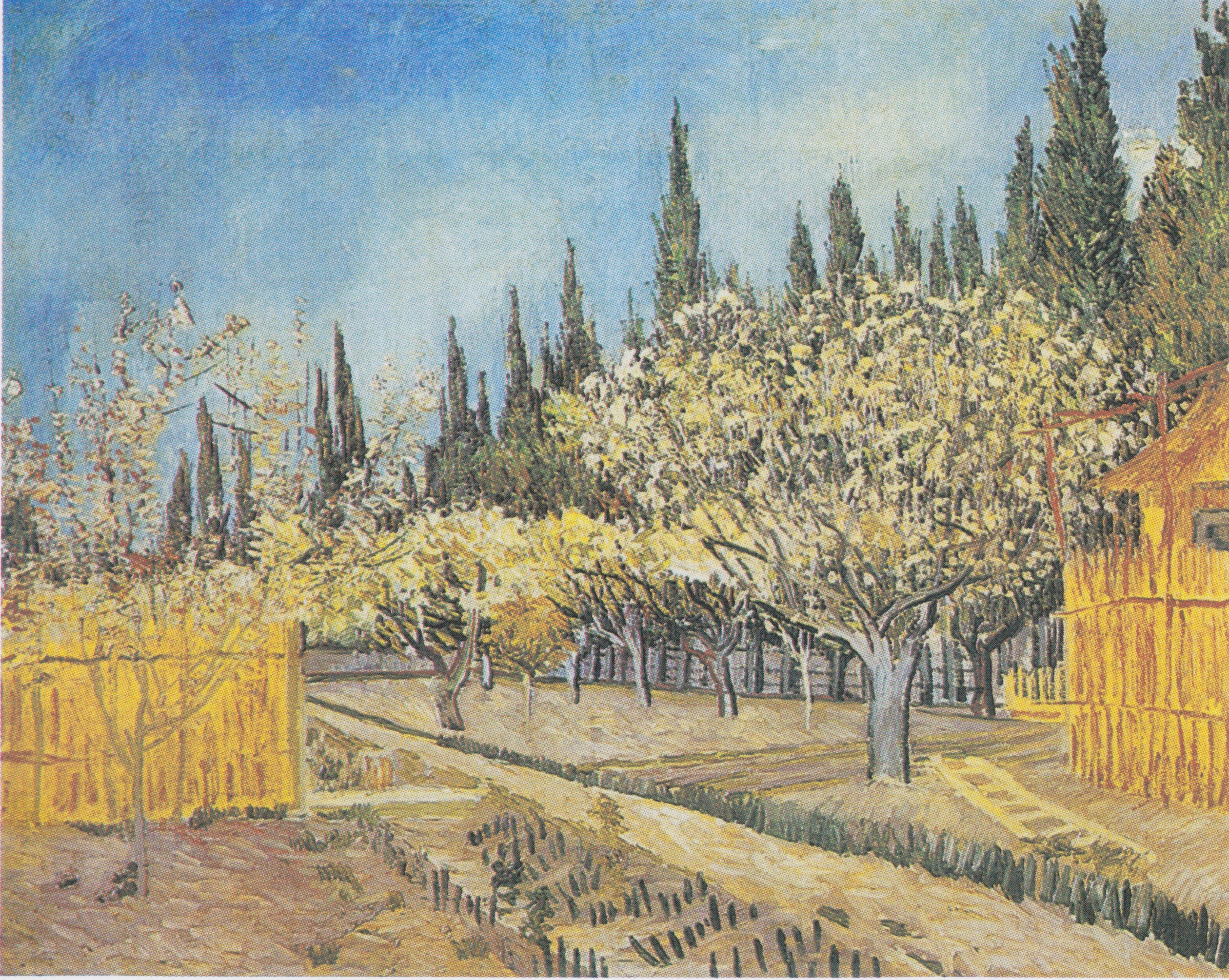